# نیروگاه جریانی روزمینی

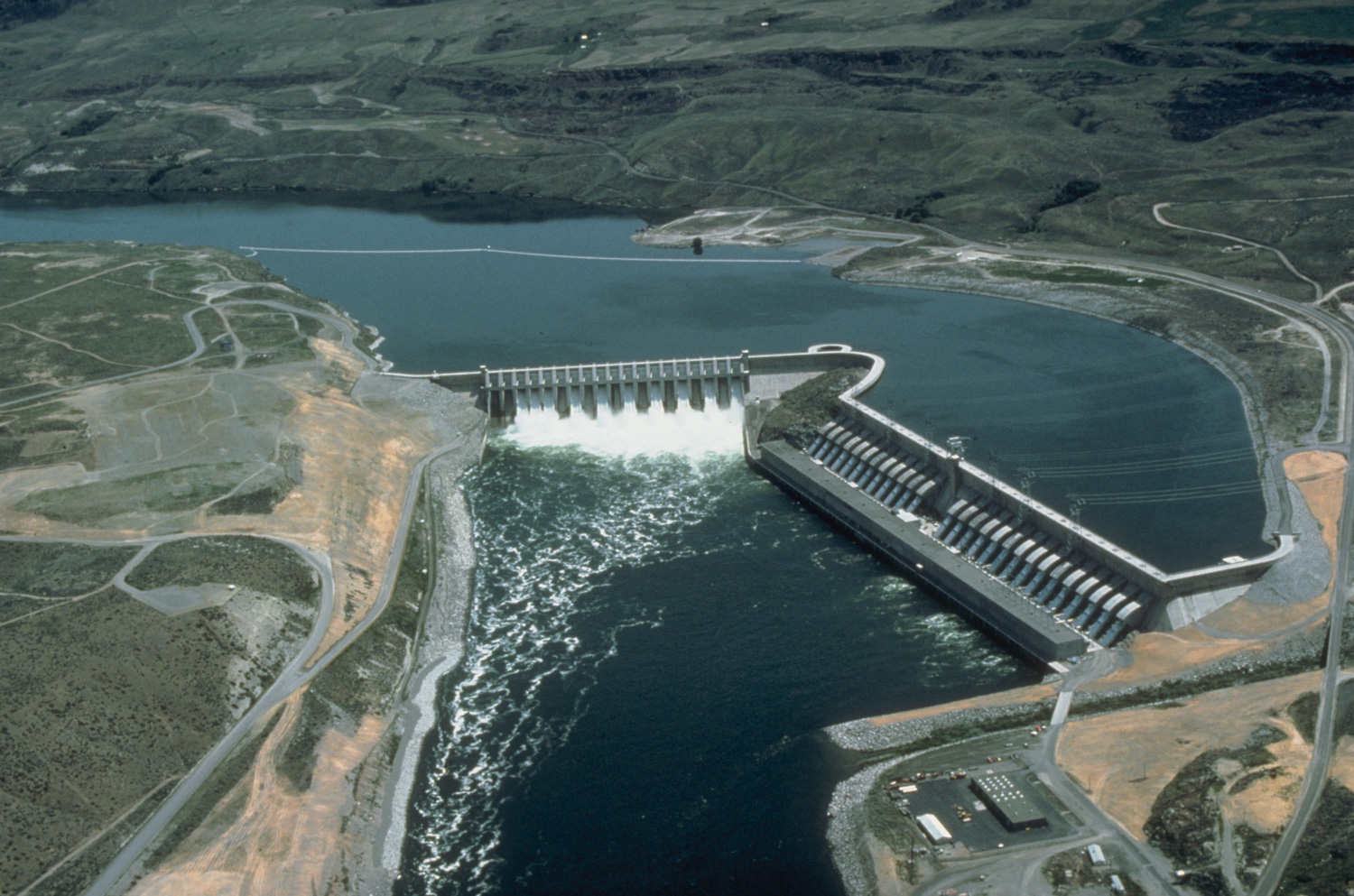
یک نیروگاه جریانی روزمینی

نیروگاه جریانی روزمینی (به انگلیسی: Run-of-the-river hydroelectricity) نوعی نیروگاه برق آبی است که در آن با ذخیره‌سازی کم یا بدون آب امکان تولید برق وجود دارد. نیروگاه‌های اجرا شده روی رودخانه ممکن است هیچ ذخیره‌سازی آب و یا مقدار محدودی از ذخیره‌سازی آب داشته باشند؛ در این صورت مخزن ذخیره‌سازی به عنوان یک استخر کوچک برای نگهداری آب استفاده می‌شود. تداوم کار نیروگاه جریانی روزمینی بدون مخزن ذخیره‌سازی به جریان های فصلی رودخانه بستگی دارد، به همین دلیل نیروگاه به عنوان یک منبع انرژی متناوب عمل می‌کند. نیروگاه‌های معمولی از مخازن ذخیره‌سازی استفاده می‌کنند که آب را برای کنترل سیل و نیروی الکتریکی ارسال می‌کند.